# Ângelo Moniz da Silva Ferraz
Pour les articles homonymes, voir Ferraz.
Ângelo Moniz da Silva Ferraz, unique baron d'Uruguaiana, né en 1812 à Valença (Bahia), mort le 18 janvier 1867 à Petrópolis, est un homme politique et un noble brésilien du XIXe siècle.

## Biographie
Ângelo Moniz da Silva Ferraz est membre du gouvernement sous le règne de l'empereur Pierre II :
- - Ministre de l'Économie et président de la province du Rio Grande do Sul du 16 octobre 1857 au 22 avril 1859.
  - Premier ministre du 10 août 1859 au 2 mars 1861. Le Brésil est alors en paix et prospère.